# (168) Sibil·la
(168) Sibil·la és un asteroide que forma part del cinturó exterior d'asteroides i va ser descobert per James Craig Watson des de l'observatori Detroit d'Ann Arbor, als Estats Units d'Amèrica, el 28 de setembre de 1876.
Anomenat així per les sibil·les, les profetises de Cumas de la cultura romana. Sibylla està situat a una distància mitjana del Sol de 3,377 ua, i pot apropar-se fins a 3,144 ua. Té una inclinació orbital de 4,634° i una excentricitat de 0,06897. Completa una òrbita al voltant del Sol en 2.267 dies.